# Ezgi Kapdan
Ezgi Kapdan o Ezgi Kapdan Karakaya (Ankara, 3 de gener de 1985) és una jugadora de voleibol turca. Actualment juga pel club Beşiktaş d'Istanbul. Ezgi Kapdan està casada amb Murat Karakaya, també jugador de voleibol, i integrant de la selecció nacional turca de voleibol; la parella han jugat voleibol en el seu casament (vegeu la imatge en la referencia). Els Karakaya tenen una filla, Zeynep Duru, nascuda el 2014.